# Scenopinus griseus
Scenopinus griseus är en tvåvingeart som först beskrevs av Krober 1913.  Scenopinus griseus ingår i släktet Scenopinus och familjen fönsterflugor.
Artens utbredningsområde är Ungern. Inga underarter finns listade i Catalogue of Life.